# Argiope
Argiope es un género de arañas araneomorfas de la familia Araneidae que incluye arañas grandes y espectaculares que presentan un gran dimorfismo sexual, siendo las hembras (aproximadamente 2,5 cm) alrededor de 3 veces mayores que los machos (aproximadamente 8 mm). Estas especies tienen un abdomen notablemente colorido y están distribuidas por todo el mundo; en países con climas templados tienen una o más especies con apariencia similar. El macho la corteja punteando las hebras de su tela y a su vez prepara un hilo de seguridad para huir en caso de que lo ataque. Luego del apareamiento, el macho muere y le sirve de alimento a la hembra. Ésta elabora un saco de seda en el que envuelve más de un millar de huevos que cuelga cerca del centro de su telaraña.

## Algunas especies

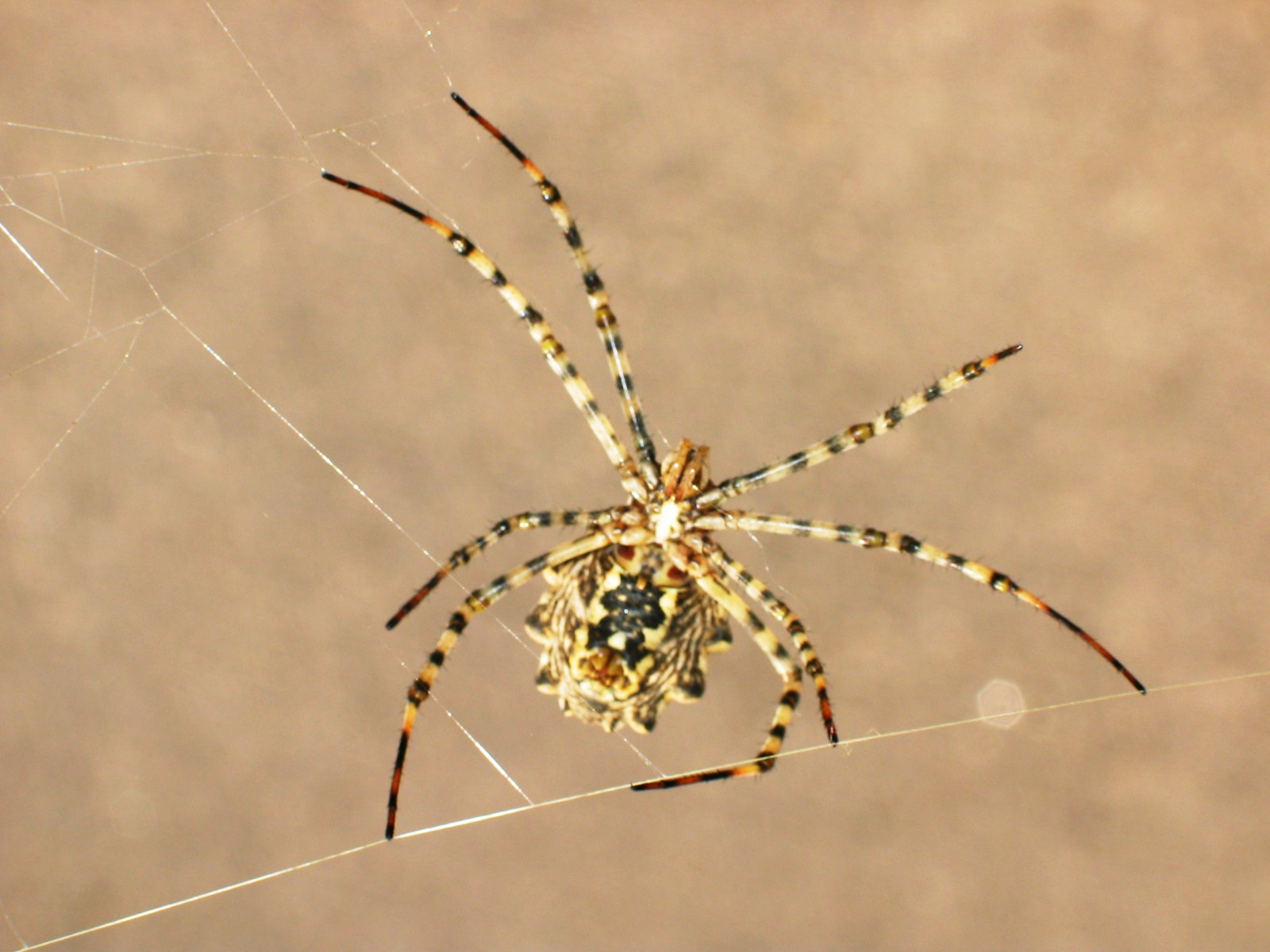
Hembra de Argiope lobata en el centro de su red

En Norteamérica, Argiope aurantia es comúnmente conocida como la araña negra y amarilla del jardín o araña escritora, porque su teleraña tiene un estabilimento similar a la escritura.
En Europa hay 4 especies: Argiope bruennichi, encontrada en la costa sur de Inglaterra, y en otras partes de Europa, entre ellas Alemania y España, es conocida como araña avispa o araña tigre. Argiope lobata y Argiope trifasciata son ambas conocidas de la zona mediterránea. Argiope acuminata solamente se conoce de Portugal.
Argiope amoena en el este asiático, son conocidas en Japón como kogane-gumo.
En Australia, Argiope keyserlingi y Argiope aetherea son conocidas como arañas cruz de San Andrés por el hábito de reclinación que estas hacen con sus patas y telerañas en forma de X. El largo zigzag blanco situado en el centro de la teleraña es conocido como estabilimento. En las Filipinas es conocida como gagambang ekis, que traducido en el español significa araña x.
Argiope argentata se encuentra desde el sur de California a Florida y se extiende hasta la Argentina, prefiere permanecer en áreas más secas y calurosas. A menudo se puede encontrar en las tunas en el otoño.

## Características
La línea ocular posterior está fuertemente procurvada; los ojos laterales anteriores son de menor tamaño que los laterales posteriores. El nombre de Argiope ("de aspecto brillante") alude a la ninfa griega homónima, haciendo referencia a los pelos plateados que típicamente la cubren dorsalmente. Los quelíceros son pequeños en proporción al tamaño del cuerpo y el cóndilo basal está poco desarrollado. La longitud del metatarso y el tarso es mayor que la longitud de la patela y la tibia.
El opistosoma tiene forma de escudo, en las hembras, mientras que en los machos y juveniles es más largo que ancho, y puede estar posteriormente acuminado. El bulbo copulador carece de apófisis terminal; la apófisis media se localiza en una posición media, con una forma compleja que difiere en cada especie. Presenta un enorme émbolo acompañado de un gran conductor. La forma del epigino difiere en cada especie, variando desde la forma de lengüeta (A. bruennichi) a una forma circular (A. lobata y A. trifasciata).

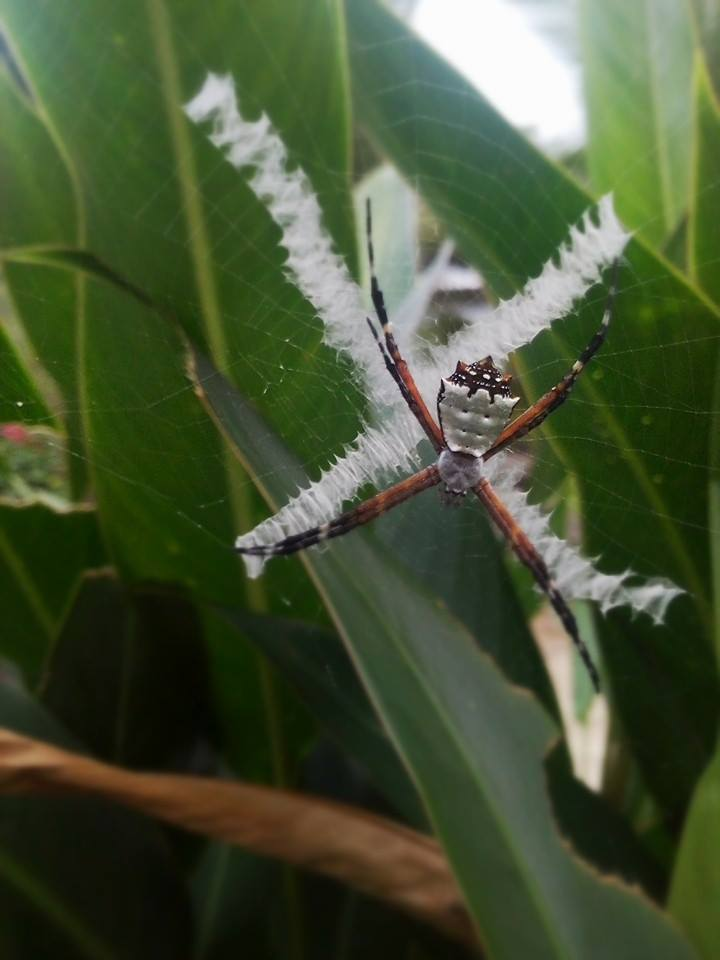
Argiope en su telaraña en forma de cruz.

## Telaraña
La telaraña es prácticamente invisible, y es fácil que algún individuo termine cubierto con esta telaraña pegajosa. Es muy fácil saber el patrón de la seda hecha por esta especie ya que es de un color blanco puro, y algunas especies forman una "X", o una telaraña tipo zigzag (a menudo con un centro hueco). La araña entonces acomoda un par de patas con cada una de las cuatro líneas en el hueco X, formando entonces una completa "X" de líneas blancas con una araña muy llamativa de color amarillo brillante en un campo de negras o de rojas con rayas blancas y amarillas que forman su centro. Los patrones blancos se llaman estabilimento y reflejan la luz UV. Estos desempeñan un rol muy importante en la atracción de la presa a la tela, y posiblemente para protegerse de los depredadores. El centro de esas telarañas grandes está apenas a 1 m sobre la tierra, así que son demasiados bajos para cualquier cosa que camine debajo y sea mucho más grande que un conejo. La composición de la telaraña se ha especulado así para evitar que criaturas más grandes destruyan la tela y probablemente eliminen a la araña.
En general, las arañas jóvenes suelen construir más estabilimentos que las adultas. En las tres especies citadas, la tela suele mostrar un estabilimento en forma de zig-zag vertical en los ejemplares adultos, mientras que, en los juveniles, es más complejo y cubre la zona centro de la misma. 
Otros estudios sugieren que, como el estabilimento puede atraer a los depredadores hacia la araña, especies como el Argiope keyserlingi ubican su tela en hábitats cerrados mientras esta especie se sienta en el centro de su telaraña durante el día. Ha desarrollado varias respuestas hacia los depredadores, tales como el abandono de la telaraña, retiro a su periferia, o incluso el bombeo de la red rápidamente en ráfagas de hasta 30 s, similar a la propuesta realizada por Pholcus phalangioides.[cita requerida]

## Reproducción
El ciclo vital de las especies citadas de este género parece que es, más o menos similar. En general, se interpreta que la presencia de los adultos dura un corto periodo, en este caso, el verano y principios de otoño. Tras la cópula, las hembras aumentan su tamaño por la acumulación en el interior del opistosoma de entre uno o dos centenares de huevos. Después, realizan la puesta (mediados o finales de otoño), de manera que la siguiente generación pasa el invierno en forma de huevo o en el interior de la ooteca. Tras el apareamiento, la hembra pone sus huevos, colocando su saco en la red. El saco contiene entre de 400 y 1400 huevos, y se compone de varias capas de seda diseñadas para proteger su contenido. Sin embargo, se ha observado que muchas especies de insectos parasitan los sacos de huevos.[cita requerida]

## Picadura
Al igual que casi todas las otras arañas, estas especies son inocuas para los seres humanos. Como la mayoría de las arañas de jardín, comen insectos, y son capaces de consumir presas de hasta dos veces su tamaño. Se sabe que incluso a veces se alimentan de los pequeños murciélagos Rhynchonycteris naso.[cita requerida] Pero a no ser que quieran defenderse, no tienen ningún interés en picar a los seres humanos. Su veneno no se considera como un problema médico grave, a pesar de que a menudo contienen poliamina con potencial de toxinas como agentes terapéuticos, entre ellos, la notable argiotoxin ArgTX-636 (A. lobata).

## Especies
- A. abramovi Logunov & Jäger, 2015
- A. aemula (Walckenaer, 1841)
- A. aetherea (Walckenaer, 1841)
- A. aetheroides Yin, Wang, Zhang, Peng & Chen, 1989
- A. ahngeri Spassky, 1932
- A. amoena L. Koch, 1878
- A. anasuja Thorell, 1887
- A. anomalopalpis Bjørn, 1997
- A. appensa (Walckenaer, 1841)
- A. argentata (Fabricius, 1775)
- A. aurantia Lucas, 1833
- A. aurocincta Pocock, 1898
- A. australis (Walckenaer, 1805)
- A. bivittigera Strand, 1911
- A. blanda O. Pickard-Cambridge, 1898
- A. boesenbergi Levi, 1983
- A. bougainvilla (Walckenaer, 1847)
- A. bruennichi (Scopoli, 1772)
- A. brunnescentia Strand, 1911
- A. buehleri Schenkel, 1944
- A. bullocki Rainbow, 1908
- A. butchko LeQuier & Agnarsson, 2016
- A. caesarea Thorell, 1897
- A. caledonia Levi, 1983
- A. cameloides Zhu & Song, 1994
- A. carvalhoi (Mello-Leitão, 1944)
- A. catenulata (Doleschall, 1859)
- A. chloreis Thorell, 1877
- A. comorica Bjørn, 1997
- A. coquereli (Vinson, 1863)
- A. dang Jäger & Praxaysombath, 2009
- A. dietrichae Levi, 1983
- A. doboensis Strand, 1911
- A. doleschalli Thorell, 1873
- A. ericae Levi, 2004
- A. flavipalpis (Lucas, 1858)
- A. florida Chamberlin & Ivie, 1944
- A. halmaherensis Strand, 1907
- A. hinderlichi Jäger, 2012
- A. hoiseni Tan, 2018
- A. intricata Simon, 1877
- A. jinghongensis Yin, Peng & Wang, 1994
- A. kaingang Corronca & Rodríguez-Artigas, 2015
- A. katherina Levi, 1983
- A. keyserlingi Karsch, 1878
- A. kochi Levi, 1983
- A. legionis Motta & Levi, 2009
- A. levii Bjørn, 1997
- A. lobata (Pallas, 1772)
- A. luzona (Walckenaer, 1841)
- A. macrochoera Thorell, 1891
- A. madang Levi, 1984
- A. magnifica L. Koch, 1871
- A. mangal Koh, 1991
- A. manila Levi, 1983
- A. mascordi Levi, 1983
- A. minuta Karsch, 1879
- A. modesta Thorell, 1881
- A. niasensis Strand, 1907
- A. ocula Fox, 1938
- A. ocyaloides L. Koch, 1871
- A. pentagona L. Koch, 1871
- A. perforata Schenkel, 1963
- A. picta L. Koch, 1871
- A. pictula Strand, 1911
- A. ponape Levi, 1983
- A. possoica Merian, 1911
- A. probata Rainbow, 1916
- A. protensa L. Koch, 1872
- A. pulchella Thorell, 1881
- A. pulchelloides Yin, Wang, Zhang, Peng & Chen, 1989
- A. radon Levi, 1983
- A. ranomafanensis Bjørn, 1997
- A. reinwardti (Doleschall, 1859)
  - Argiope r. sumatrana (Hasselt, 1882)
- A. sapoa Barrion & Litsinger, 1995
- A. sector (Forsskål, 1776)
- A. squallica Strand, 1915
- A. submaronica Strand, 1916
- A. takum Chrysanthus, 1971
- A. tapinolobata Bjørn, 1997
- A. taprobanica Thorell, 1887
- A. trifasciata (Forsskål, 1775)
  - Argiope t. deserticola Simon, 1906
  - Argiope t. kauaiensis Simon, 1900
- A. truk Levi, 1983
- A. versicolor (Doleschall, 1859)
- A. vietnamensis Ono, 2010

## Galería

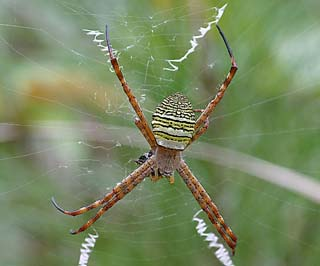
Argiope aemula
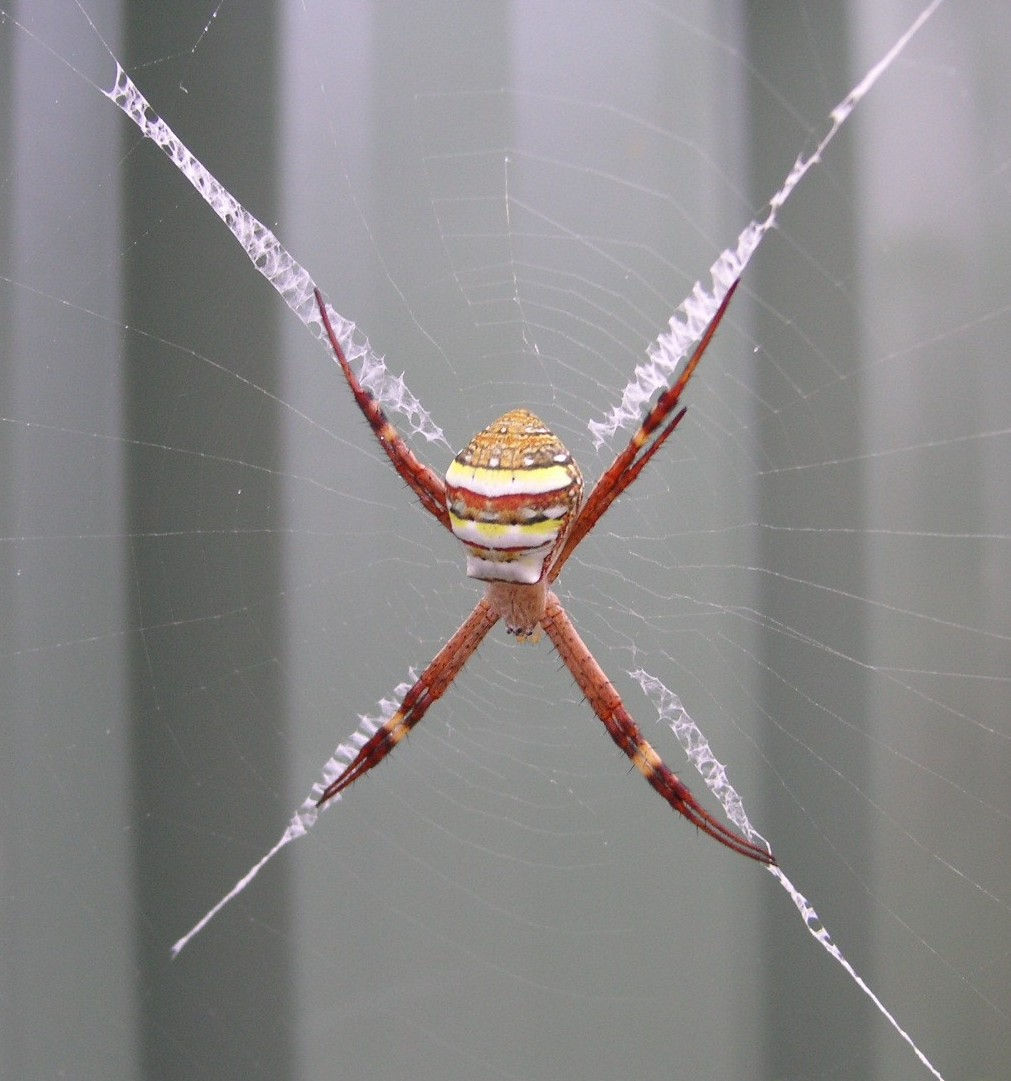
Argiope aetherea
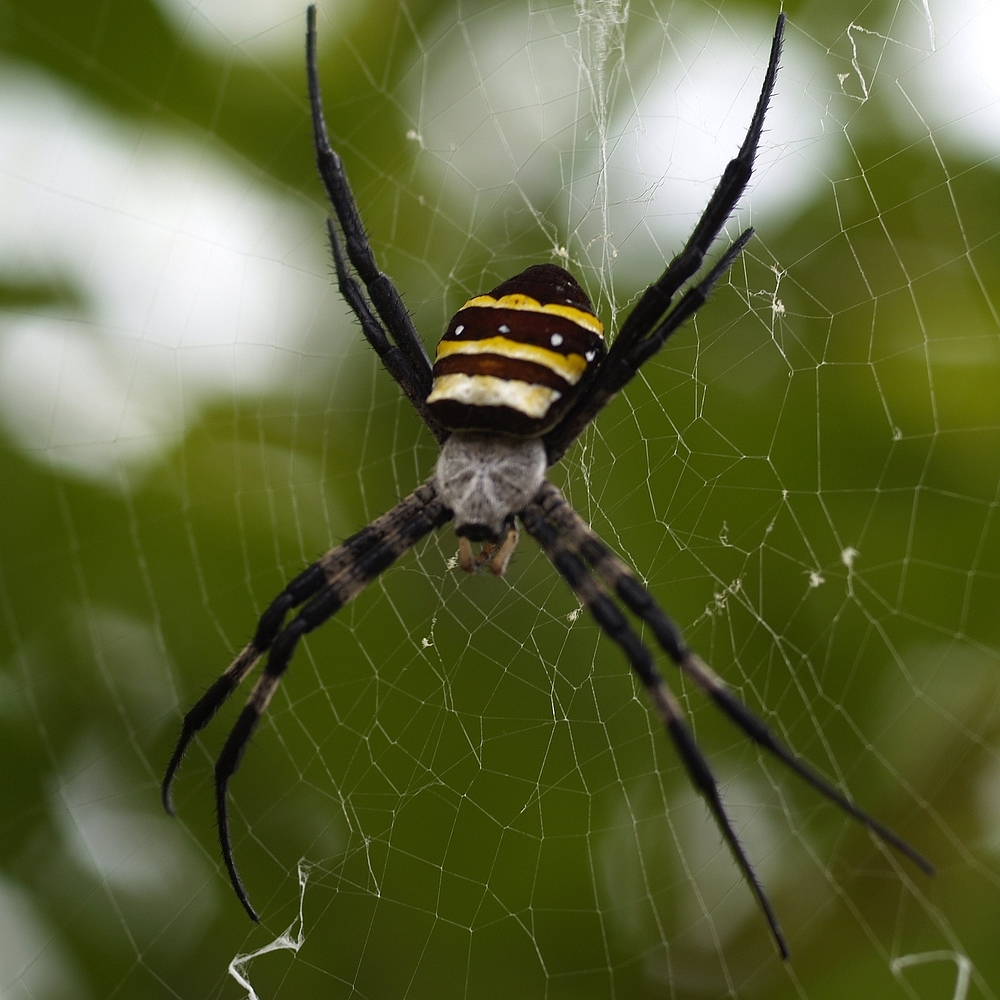
Argiope amoena
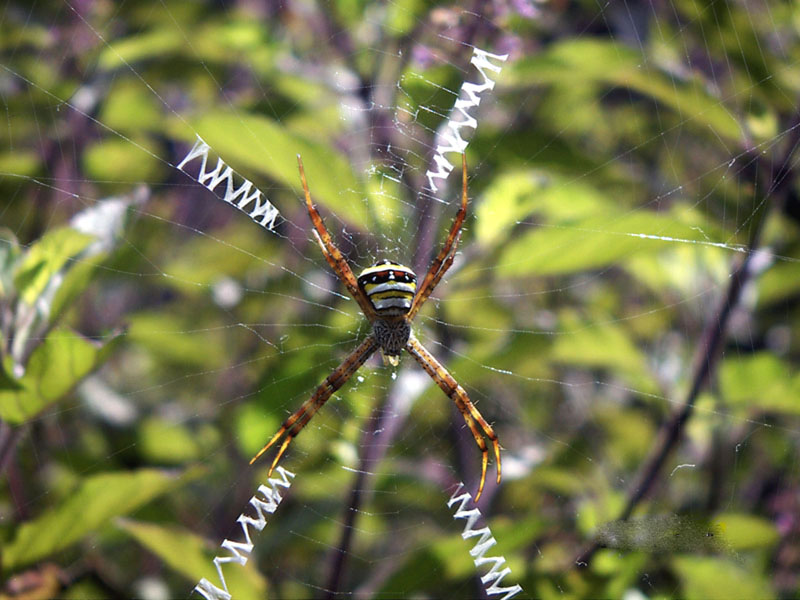
Argiope anasuja
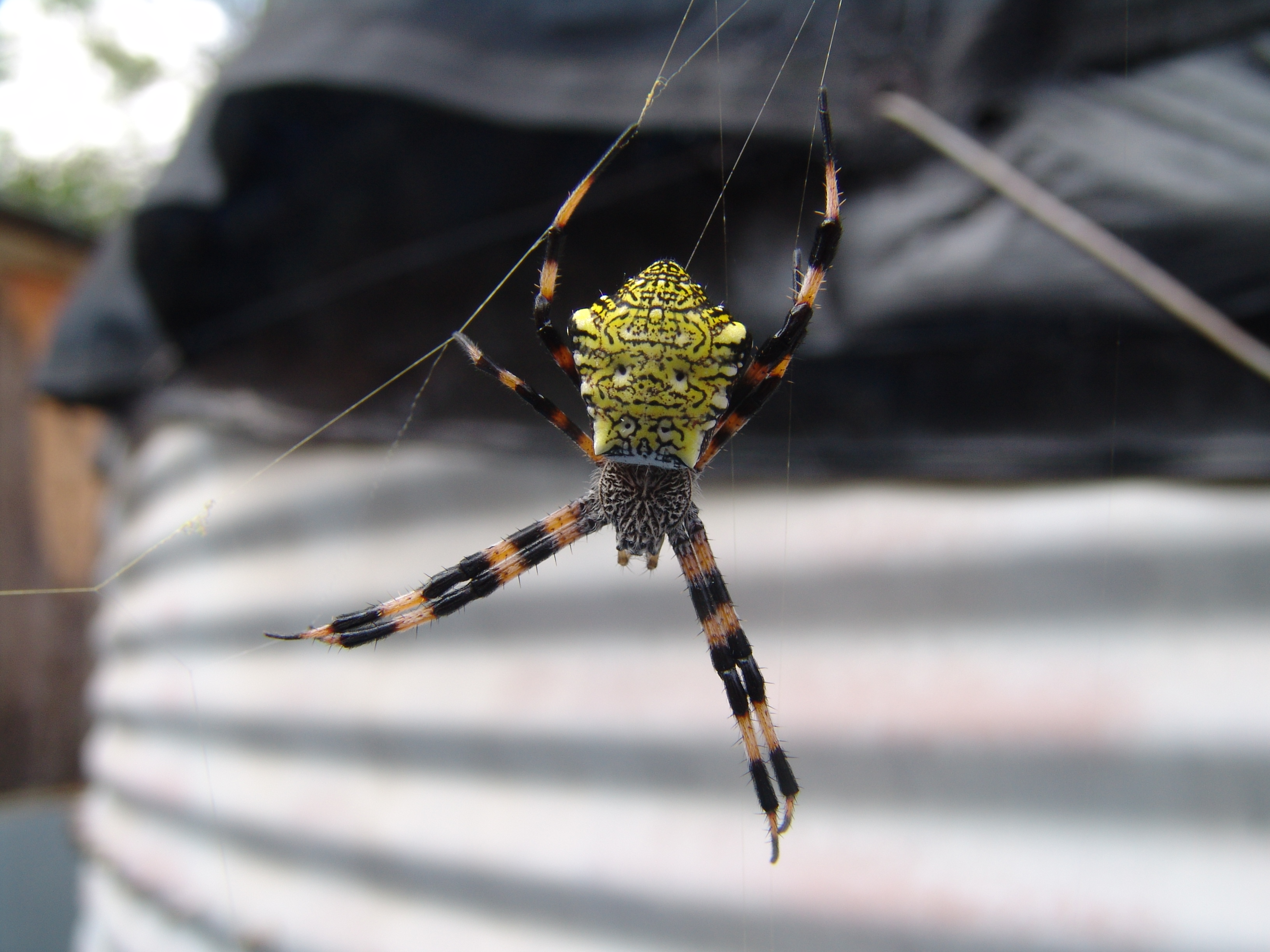
Argiope appensa
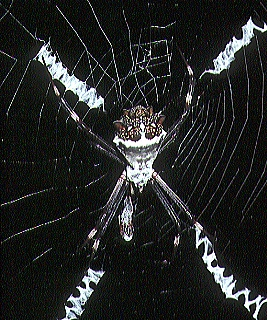
Argiope argentata
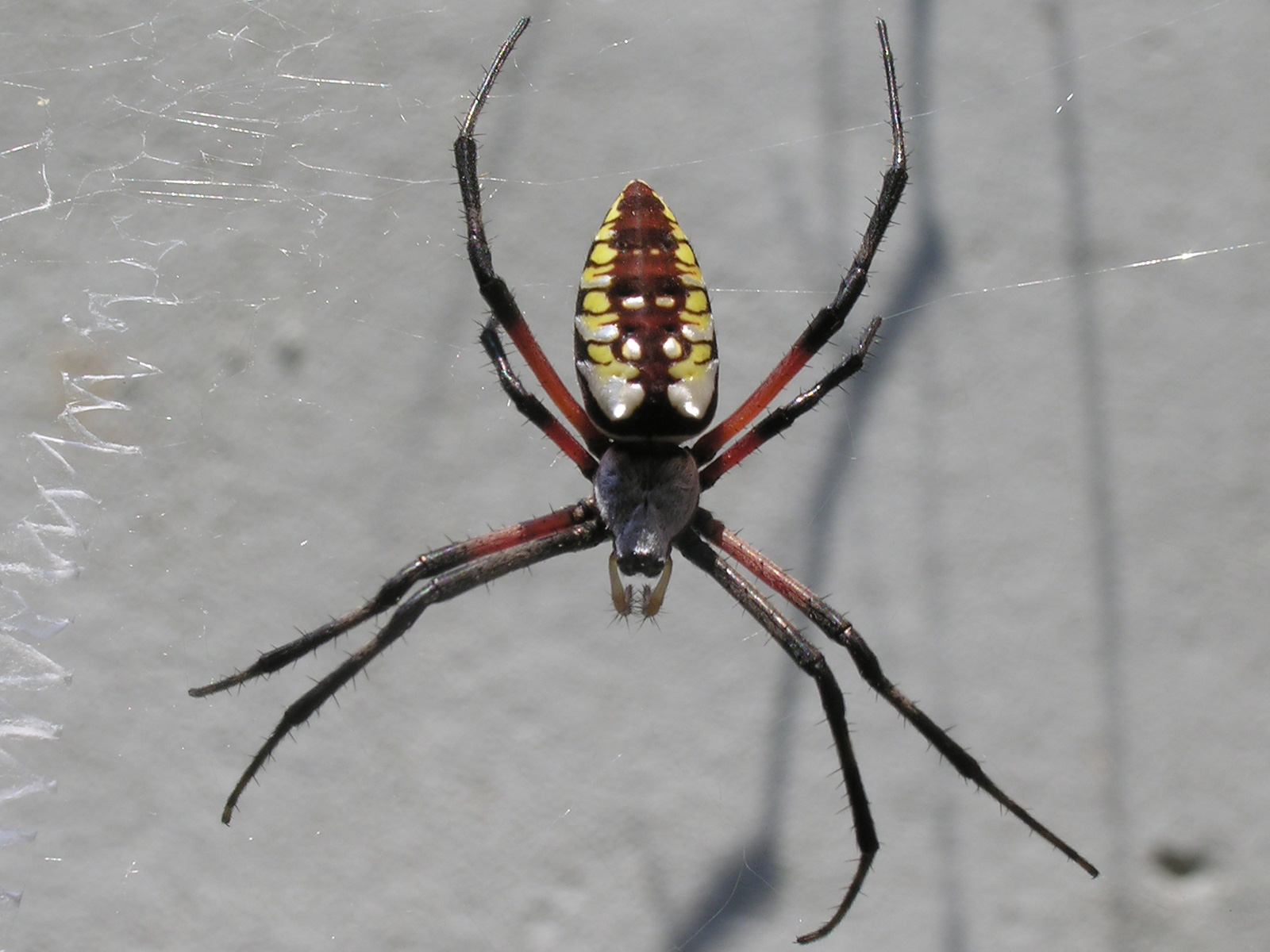
Argiope aurantia
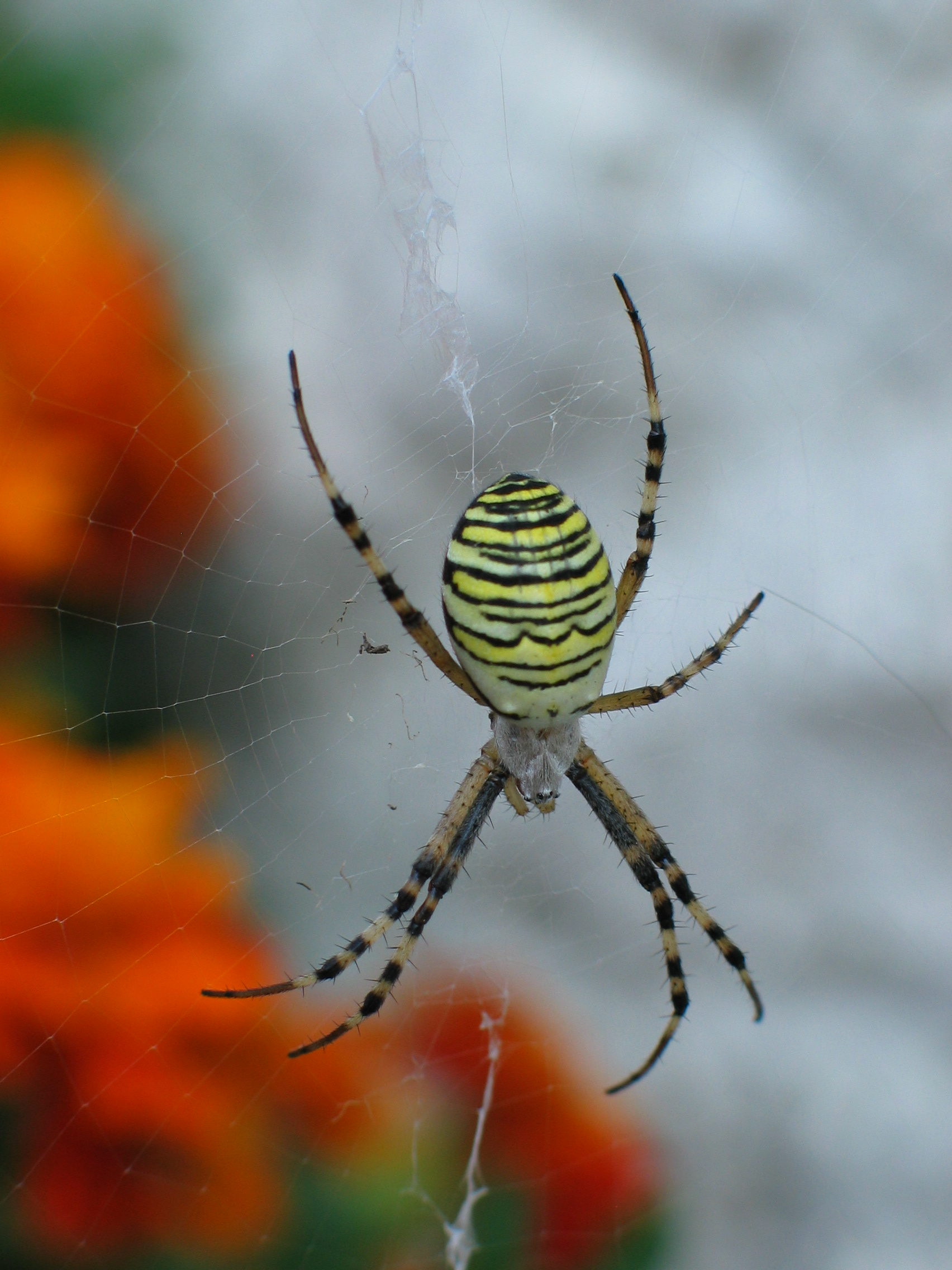
Argiope bruennichi
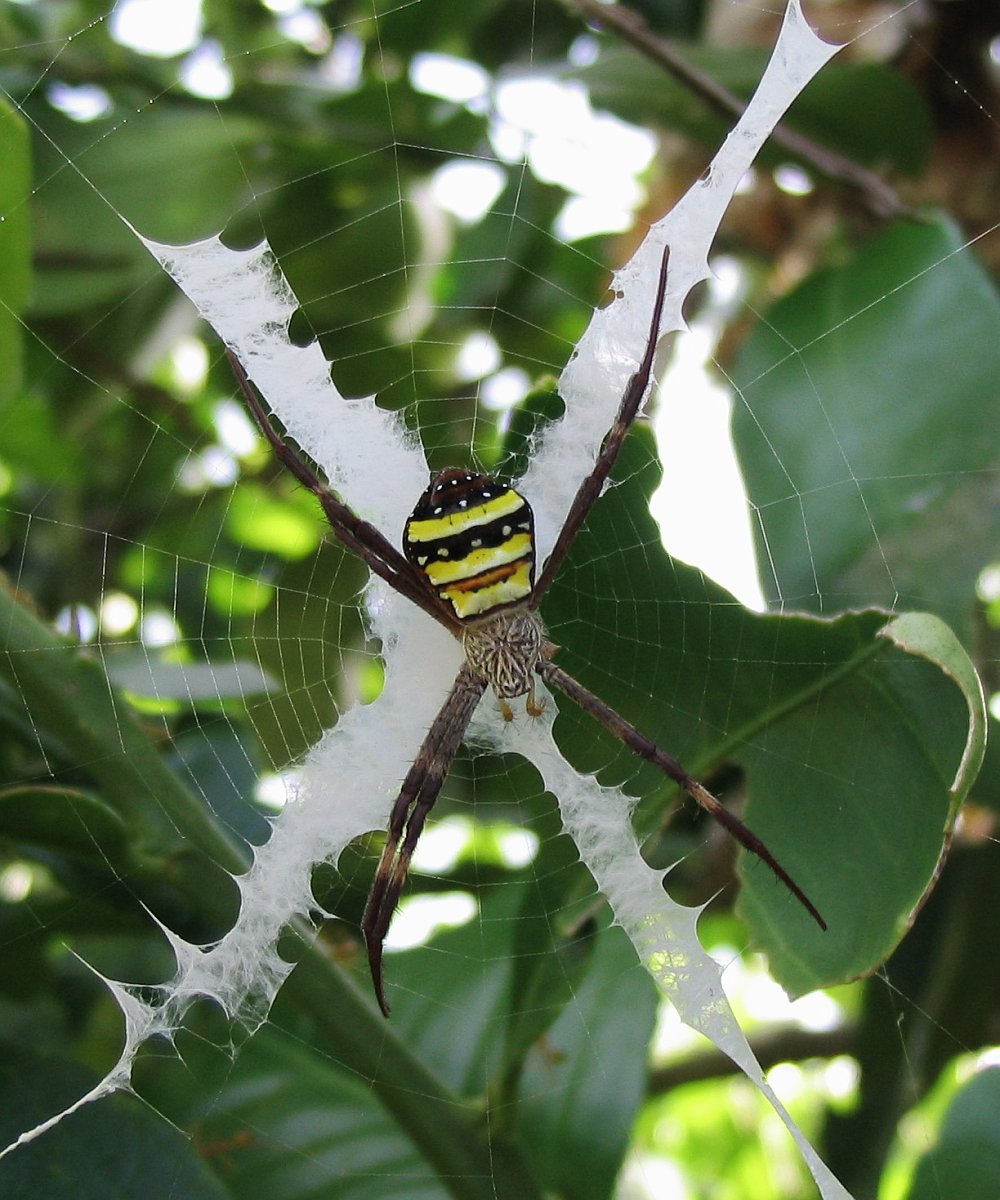
Argiope keyserlingi
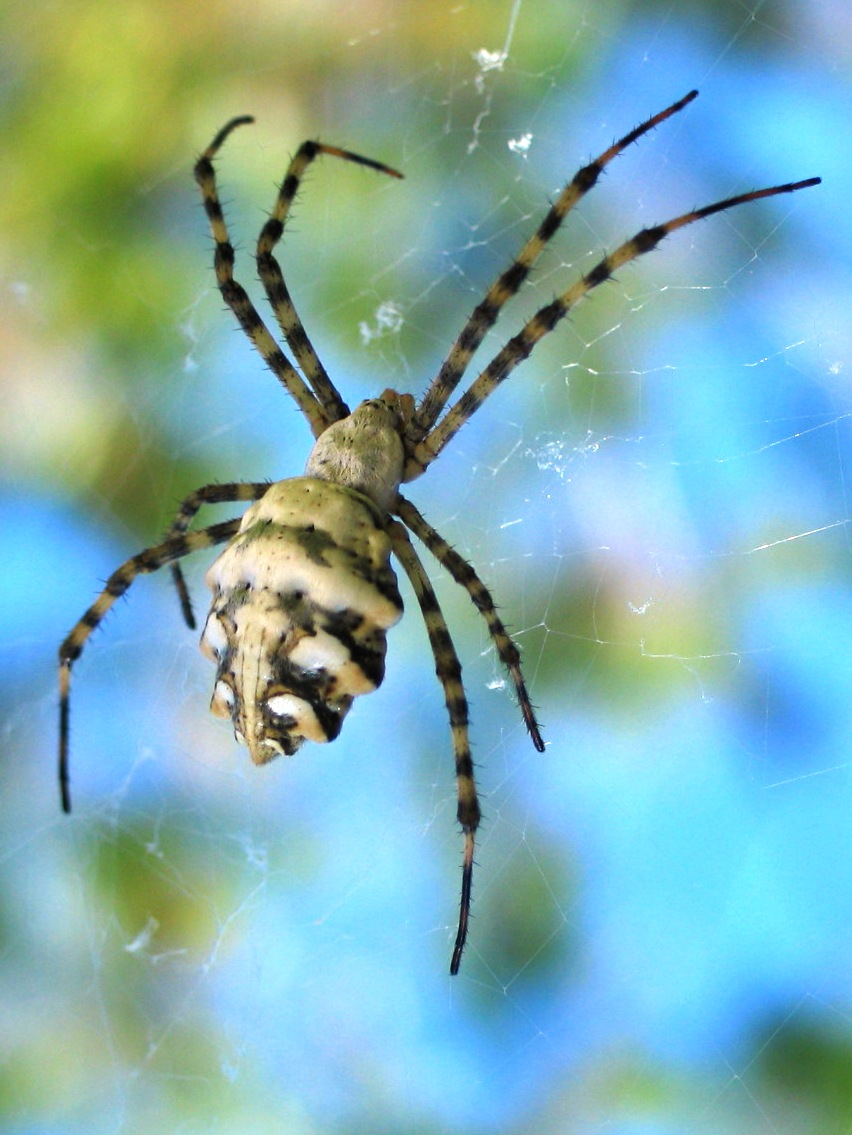
Argiope lobata
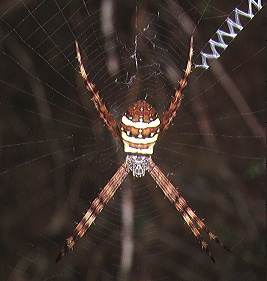
Argiope minuta
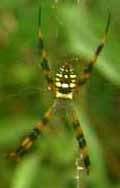
Argiope picta
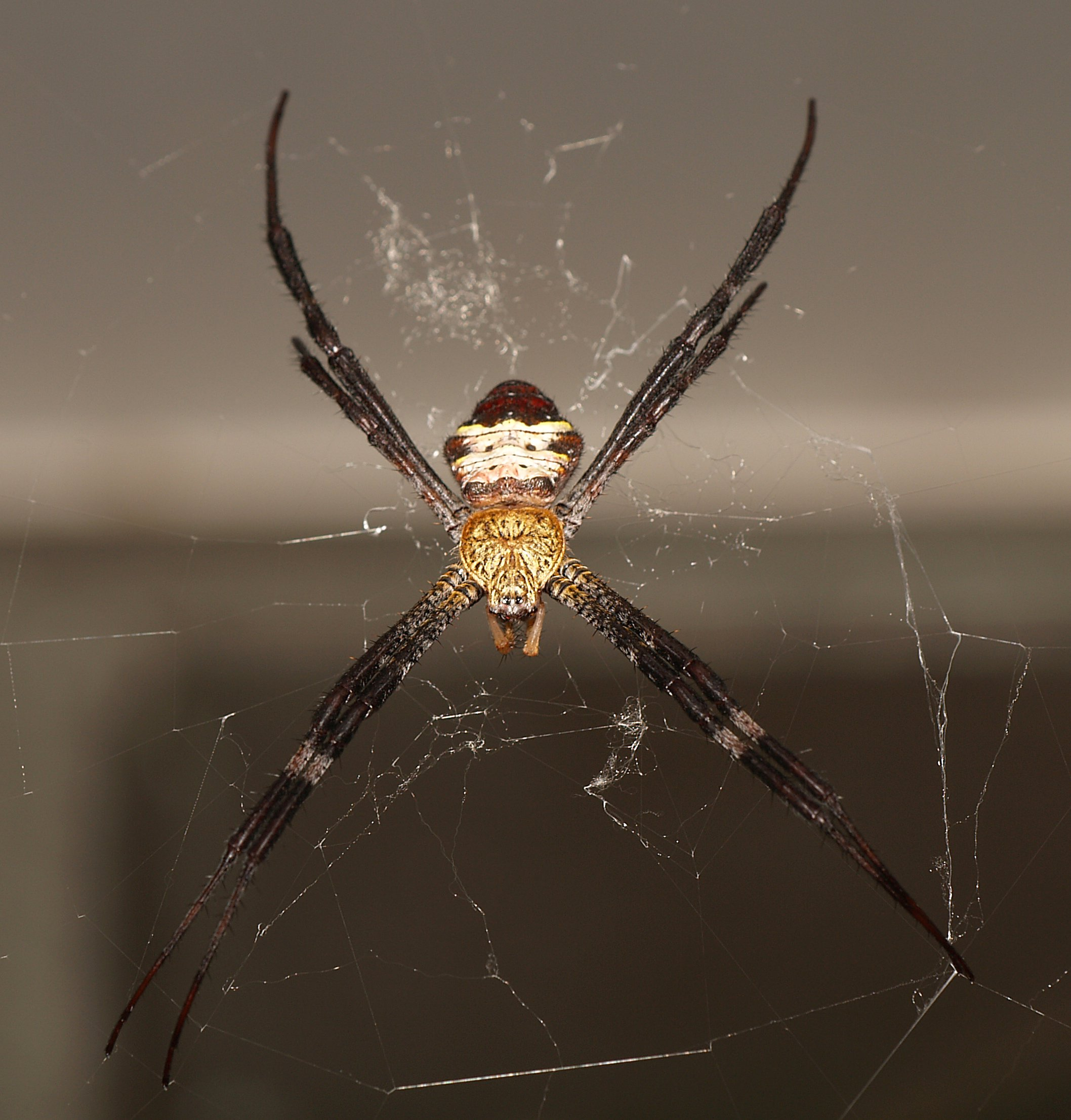
Argiope pulchella
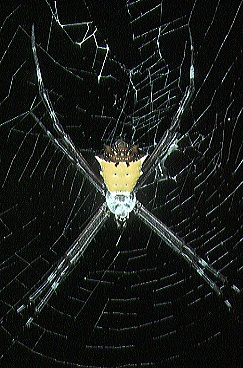
Argiope savignyi
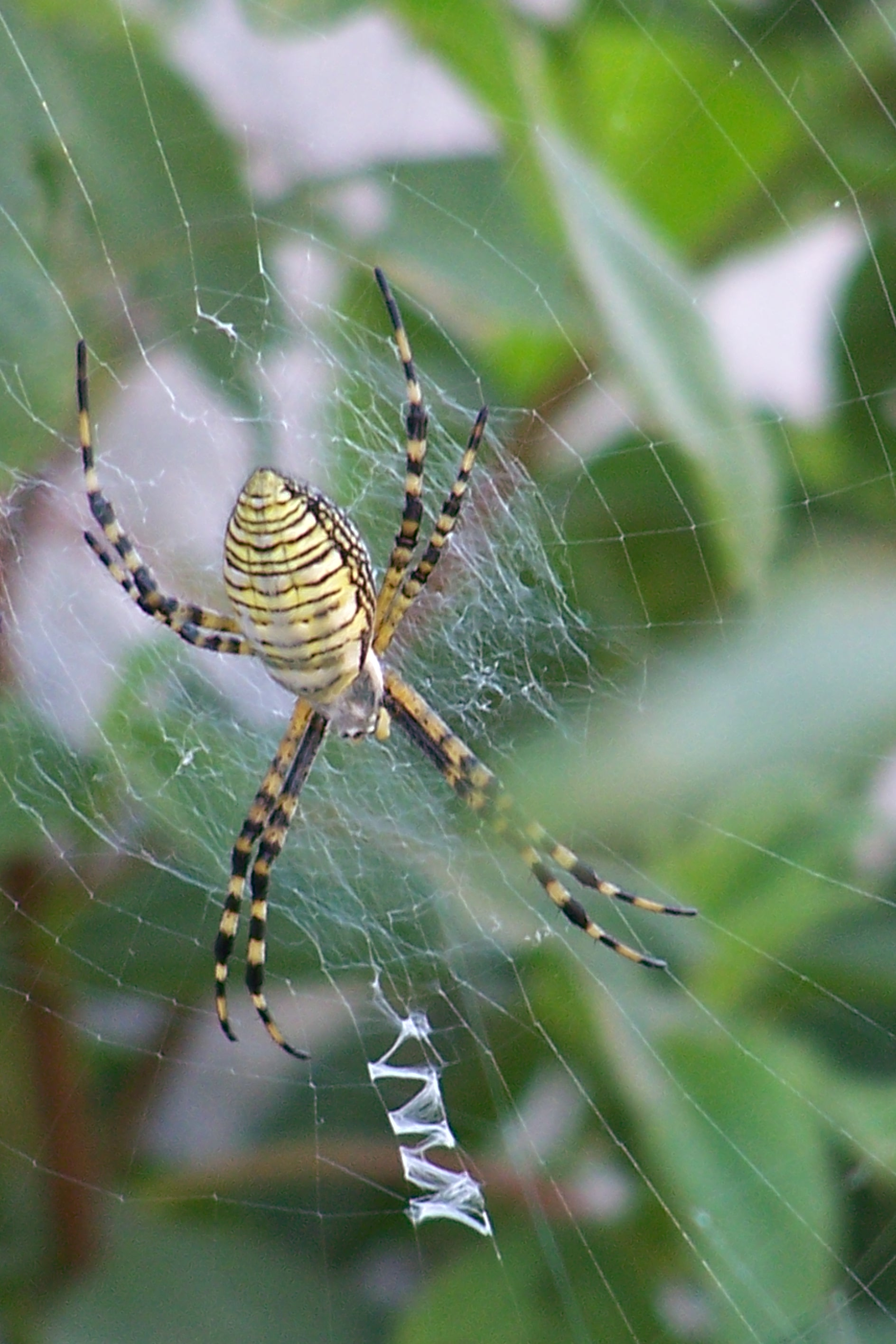
Argiope trifasciata
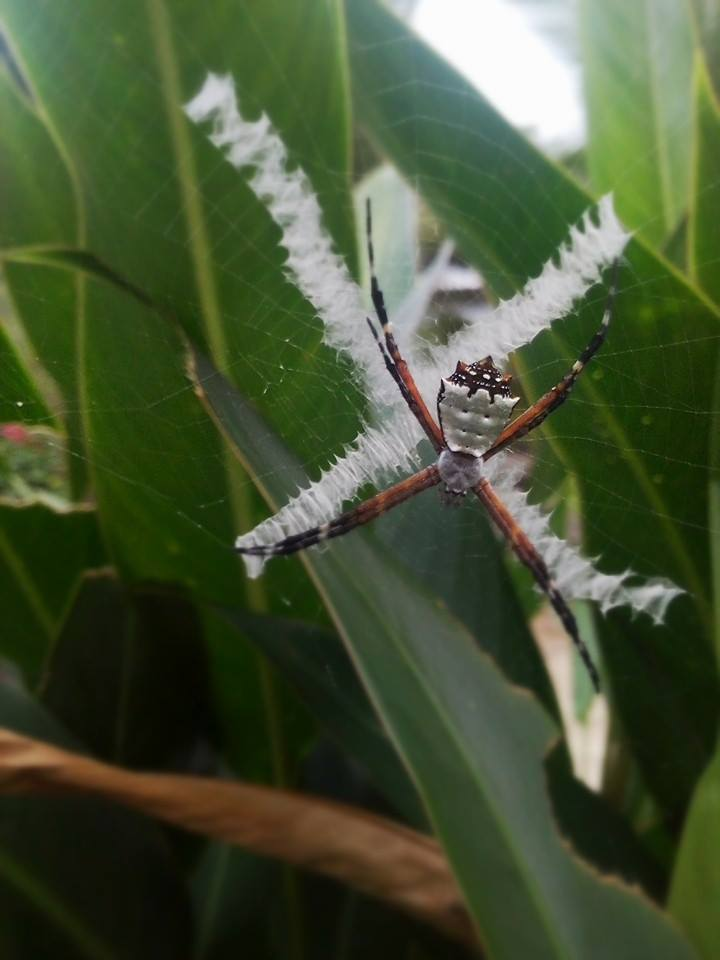
Argiope argentata
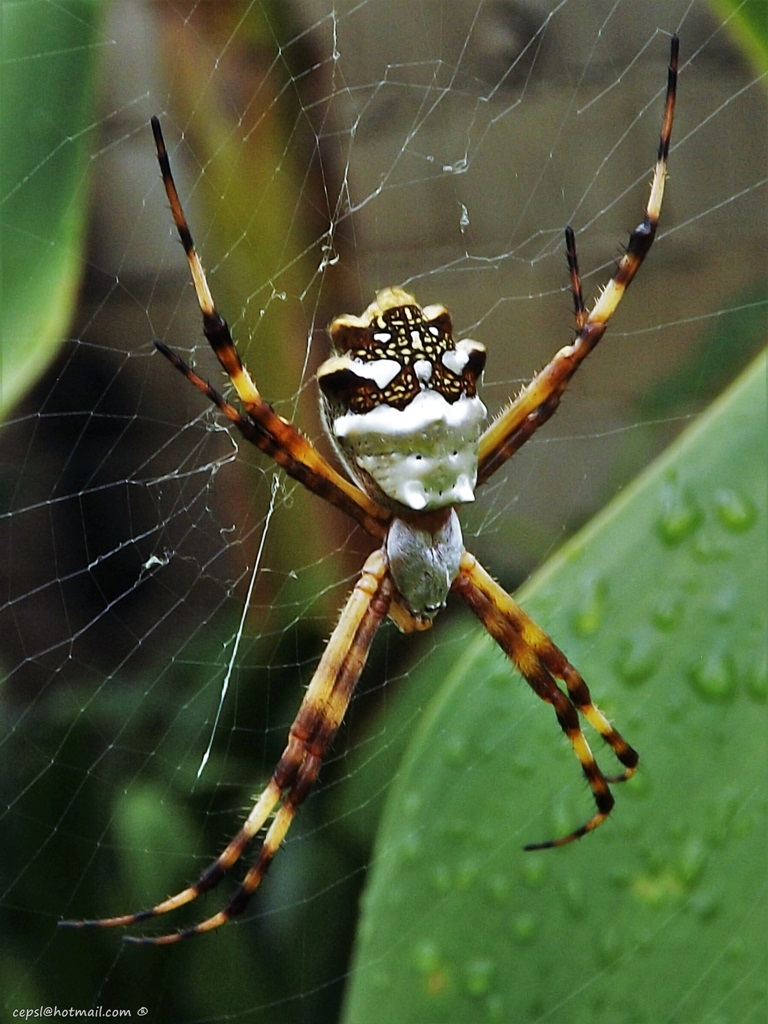
Araña Tigre Argiope argentata
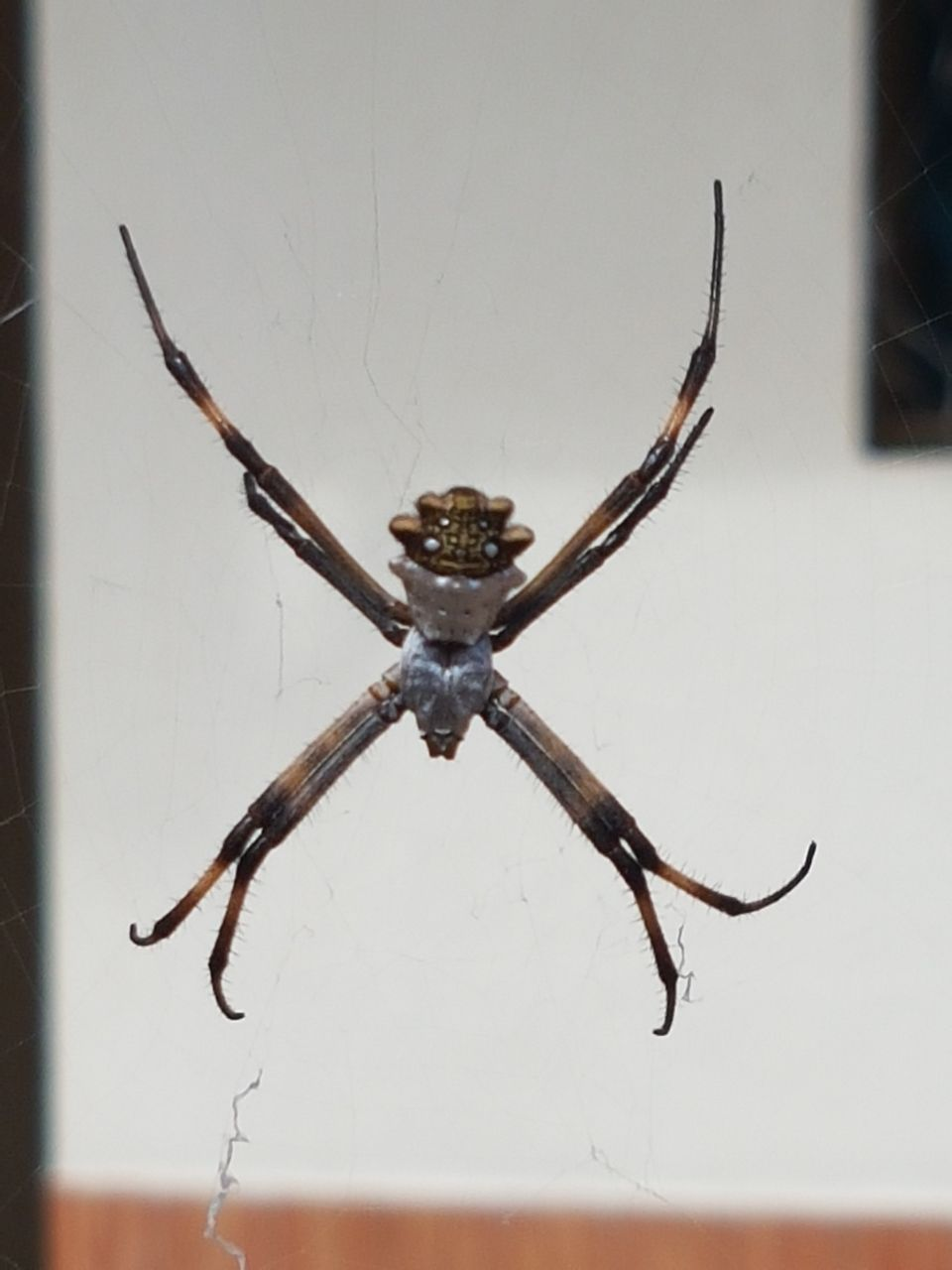
Argiope argentata